# Dinko Dermendżiew
Dinko Cwetkow Dermendżiew (bułg. Динко Цветков Дерменджиев, ur. 2 czerwca 1941 w Płowdiwie, zm. 1 maja 2019 tamże) – bułgarski piłkarz występujący na pozycji napastnika, reprezentant Bułgarii w latach 1962–1977, trener piłkarski.

## Kariera klubowa
Jest wychowankiem Maricy Płowdiw. W 1959 roku przeniósł się do Botewu Płowdiw, w którym grał nieprzerwanie do 1978 roku. W tym czasie zdobył z nim mistrzostwo Bułgarii w sezonie 1967, Puchar Armii Sowieckiej (1962) oraz w sezonie 1962/63 dotarł do ćwierćfinału Pucharu Zdobywców Pucharów. W ciągu dziewiętnastu lat rozegrał dla Botewu 447 meczów i strzelił 194 gole, co czyni go absolutnym rekordzistą klubu. W ankiecie dziennikarzy i kibiców został wybrany na najlepszego piłkarza Botewu w XX wieku.

## Kariera reprezentacyjna
Z reprezentacją Bułgarii, w której barwach wystąpił w 58 meczach (19 zdobytych bramek), brał udział w trzech mundialach – w 1962, 1966 i 1970.

## Kariera trenerska
Po zakończeniu kariery piłkarskiej poświęcił się pracy szkoleniowej. Był trenerem FK Szumen, Spartaka Plewen, Maricy Płowdiw, krótko Lewskiego Sofia, Hebyru Pazardżik, Botewu Płowdiw oraz klubów cypryjskiej Omonii Aradippou.